# Anna z Obřan
Anna z Obřan (před 1302 – po 1317) byla moravská šlechtična, která pocházela z rodu pánů z Obřan. 

## Život
Narodila se před rokem 1302 jako dcera moravského šlechtice Smila z Obřan a jeho manželky Anny z Hradce. Vstoupila do kláštera a stala se jeptiškou. 
V pramenech se poprvé a naposledy objevila na konci února 1317 ve sporu o dědictví po otcovi. Její práva v tomto sporu zastupovali páni z Lipé.